# Mirosław Żerkowski
Mirosław Żerkowski (Polonia, 20 de agosto de 1956) es un atleta polaco retirado especializado en la prueba de 1500 m, en la que consiguió ser medallista de bronce europeo en pista cubierta en 1981.

## Carrera deportiva
En el Campeonato Europeo de Atletismo en Pista Cubierta de 1981 ganó la medalla de bronce en los 1500 metros, con un tiempo de 3:44.32 segundos, llegando a meta tras los atletas alemanes Thomas Wessinghage y Uwe Becker.